# Смольний (заказник)
Смольний заказник — лісовий заказник місцевого значення, об'єкт природно-заповідного фонду в Україні. Розташований на території Ратнівського району Волинської області, ДП «Ратнівське ЛМГ», Жиричівське (кв. 17, 18, 23–25, 30–32) і Кортеліське (кв. 33, вид. 1–9, 14–22, 28–38, 43–78; кв. 34, вид. 7–96; кв. 40, 41, 47, 48) лісництва. 
Площа — 1 401 га, статус отриманий у 1983 році.
Статус надано з метою охорони та збереження в природному стані лісового масиву 1–2 бонітету віком 170 років, утвореного сосновими, дубовими березовими насадженнями. У підліску зростають ліщина звичайна (Corylus avellana), крушина ламка (Frangula alnus), калина звичайна (Viburnum opulus), у трав'яно-чагарничковому ярусі - чорниця (Vaccinium myrtillus), журавлина болотна (Vaccinium oxycoccos), бруслина бородавчаста (Euonymus verrucosus).
Трапляються лікарські рослини: конвалія звичайна (Convallaria majalis), валер'яна лікарська (Valeriana officinalis), алтея лікарська (Althaea officinalis), а також молочай волинський (Euphorbia volhynica), коручка болотна (Epipactis palustris) та сон лучний (Pulsatilla pratensis), занесені до Червоної книги України. Орнітофауна заказника представлена низкою видів соколоподібних (Falconiformes), куроподібних (Galliformes), дятлоподібних (Piciformes) і горобцеподібних (Passeriformes) птахів.